# L'inizio di una grande avventura
L'inizio di una grande avventura (ポケモン！きみにきめた！?, Pokemon! Kimi ni kimeta!, lett. "Pokémon - Ti ho scelto!"), noto anche come Pokémon, scelgo te! (dal titolo inglese Pokémon, I Choose You!) nel ridoppiaggio, è il primo episodio della prima serie dell'anime giapponese Pokémon.
L'episodio è andato in onda per la prima volta in Giappone il 1º aprile 1997 sull'emittente televisiva TV Tokyo, mentre in Italia il 10 gennaio 2000 su Italia 1.

## Trama
La storia inizia nella stanza del nostro protagonista, Ash Ketchum, un ragazzino che vive in un luogo denominato Pallet Town, Ash sta guardando la televisione, sulla quale vi é trasmesso un combattimento fra due Pokémon: Nidorino e Gengar.
Alle ore 23:00 entra nella camera da letto sua mamma Delia per convincerlo a dormire, ma Ash è troppo emozionato per riuscire a prendere sonno, in quanto il giorno successivo comincerà il suo viaggio da allenatore di Pokémon. Una volta compiuti i dieci anni, infatti, si può scegliere un Pokémon da portare con sé tra i tre offerti dal Professor Oak.
Successivamente, madre e figlio guardano in televisione un programma condotto dal Professor Oak, in cui presenta i tre Pokémon messi a disposizione per i nuovi allenatori:
Bulbasaur, di tipo erba. Charmander, di tipo fuoco. Squirtle, di tipo acqua.
Durante la notte, mentre dorme, il ragazzino sogna quale dei tre Pokémon scegliere. Finito di sognare Ash si sveglia, accorgendosi di essere in ritardo. In fretta e furia, ancora col pigiama, si dirige precipitosamente verso il laboratorio di Pokémon di Pallet town, gestito dal Professor Oak.
Giunto sul posto, in mezzo a una folla di persone e di cheerleader, Ash si imbatte nel nipote del professore Gary Oak, suo futuro rivale, il quale ha appena ricevuto uno dei tre starter. Partito Gary per intraprendere il proprio viaggio da allenatore, Ash incontra il professore e assieme si recano all'interno del laboratorio.
Squirtle, Bulbasaur e Charmander sono già stati presi dagli altri allievi del professor Oak, i quali furono più puntuali di Ash, così il professore consegna al ragazzo un Pikachu. Oak inoltre gli regala un Pokédex e sei sfere Poké.
Usciti dal laboratorio, Ash viene accolto da sua mamma Delia e da numerosi amici.
Ash e Pikachu intraprendono il loro viaggio, e nel frattempo il ragazzo cerca di fare amicizia con il Pokémon. In seguito il protagonista avvista un Pidgey e cerca di catturarlo invano.
Più tardi il ragazzino intravede un altro Pokémon uccello che scambia da lontano per un altro Pidgey, ma che in realtà risulta essere uno Spearow. Il Pokémon, colpito con un sasso da Ash, attacca il ragazzo e Pikachu;
richiamando gli altri suoi simili, che cominciano a inseguire Ash e Pikachu, che per scappare dallo stormo si gettano in acqua.
Una ragazza di nome Misty recupera i due. Ash e Misty si accorgono che Pikachu è stato ferito dagli Spearow e che ha bisogno di essere curato presso un ospedale per Pokémon.
Inseguito ancora dagli Spearow, Ash prende in prestito la bicicletta di Misty per recarsi al centro medico. Più tardi comincia a piovere e la bici cade sul fango. Ash cerca di difendere Pikachu dagli Spearow, ma il Pokémon riesce ugualmente a sconfiggere l'intero stormo.
Entrambi stremati, i due svengono. Risvegliatisi, osservano nel cielo Ho-Oh, un Pokémon leggendario non identificato dal Pokédex, in volo sull'arcobaleno.
Ash si rimette in viaggio con in braccio Pikachu per giungere all'ospedale per Pokémon di Viridian City.

## Produzione
L'episodio è stato prodotto dallo studio d'animazione giapponese Oriental Light and Magic. e scritto da Shōji Yonemura e Takeshi Shudō e diretto da Masamitsu Hidaka.; in Giappone, così come negli altri Paesi, era rivolto ad un pubblico di bambini delle scuole materne ed elementari.
Inizialmente, quando lo staff di produzione cominciò a lavorare sulla serie, il Pokémon che avrebbe dovuto accompagnare Ash per tutto l'anime era Clefairy; all'ultimo minuto, tuttavia, Pikachu prese il suo posto.
L'episodio è stato pubblicato da Nintendo su Game Boy Advance Video nel settembre 2004., e nel 2017 è uscito un film d'animazione basato su di esso, intitolato Il film Pokémon - Scelgo te!.

### Ambientazione

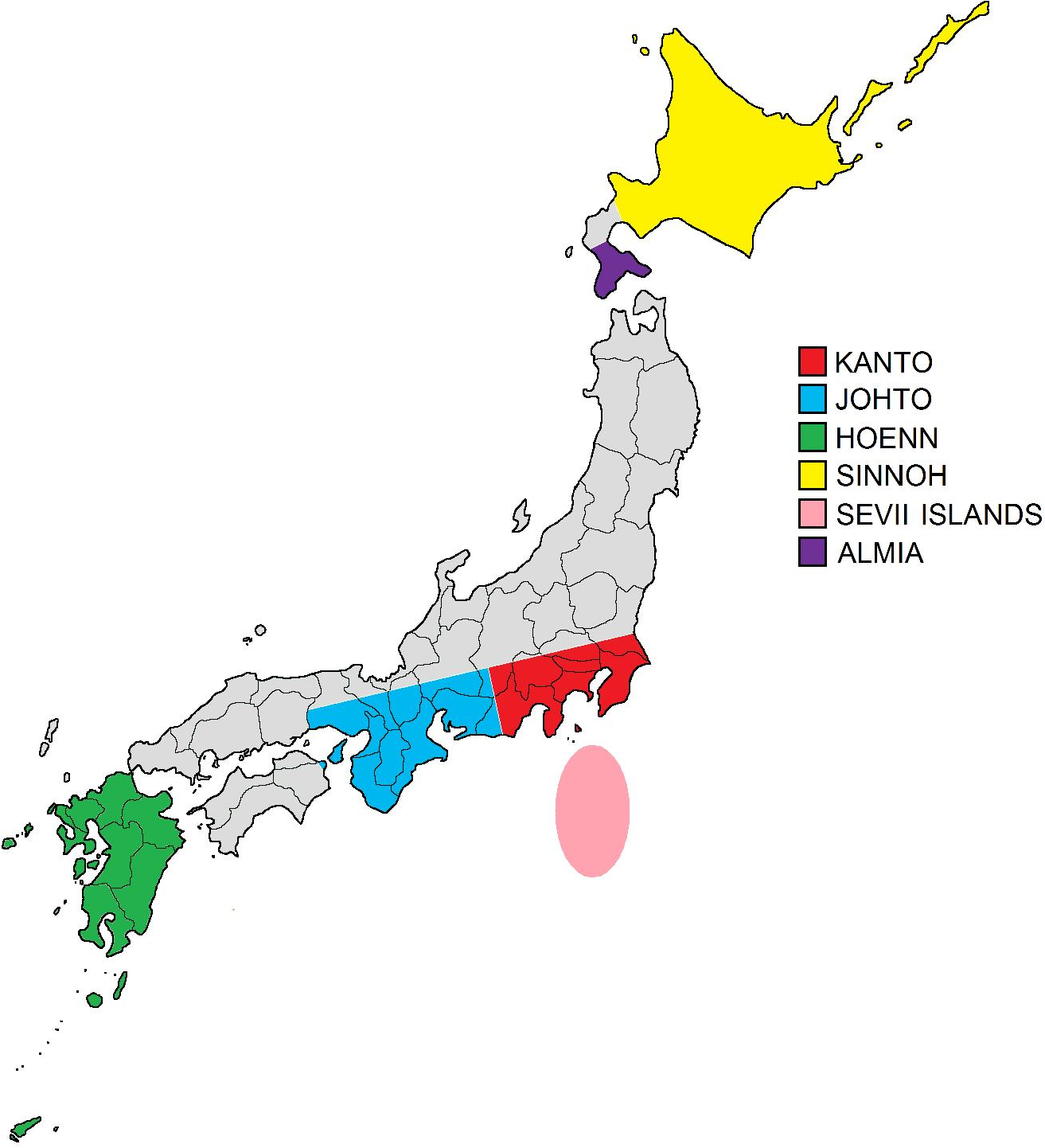
Mappa del Giappone che raffigura, evidenziata in rosso, la regione di Kanto in cui è ambientata la prima serie dell'anime

Questo episodio, così come i successivi della serie, sono ambientati nella regione fittizia di Kanto, che prende spunto da un'area geografica realmente esistente, quella di Kantō, nell'isola di Honshū (la maggiore isola del Giappone). La località che compare in questo primo episodio, Pallet, dove è nato e abita il protagonista, si basa su Machida, città natale del creatore dei Pokémon Satoshi Tajiri.

### Prime apparizioni di personaggi umani e Pokémon
In questo primo episodio appaiono per la prima volta: Ash Ketchum e sua mamma Delia, il Professor Oak ed il nipote Gary, le cheerleader di Gary, gli abitanti di Pallet e Misty.
Per quanto riguarda i Pokémon, compaiono in ordine cronologico: Gengar, Nidorino, Onix, Voltorb, Snorlax, Poliwag, Clefairy, Zubat, Squirtle, Charmander, Bulbasaur, Dodrio, Pikachu, Pidgey, Rattata, Spearow, Sandshrew, Mankey, Magikarp, Gyarados e Ho-Oh.

### Scene censurate fuori dal Giappone
Nella versione giapponese del primo episodio è presente la scena originale dove Misty dà uno schiaffo sulla guancia ad Ash. Nella versione modificata per l'adattamento nelle altre lingue, questa scena venne censurata con un fermo immagine, in quanto ritenuta violenta per i bambini spettatori, però, nell'inquadratura successiva si vede la ragazza con ancora la mano alzata.

## Critica e accoglienza
Dalla sua prima messa in onda negli Stati Uniti nel 1998, l'episodio ha ricevuto recensioni positive da parte di critici televisivi, tra cui Andrew Wood, critico giornalista del quotidiano The Plain Dealer di Cleveland, che ha elogiato l'episodio per la capacità di essere rimasto fedele ai due videogiochi del franchise, Pokémon Rosso e Blu, rilasciati l'anno prima.

### Impatto culturale in Italia
Dalla prima messa in onda del primo episodio in Italia, i Pokémon divennero subito popolari nel Bel Paese, tanto che nel 2000 e nel 2001 vennero parodiati in televisione dal quartetto della Premiata Ditta e delle due soubrette Ela Weber e Wendy Windham su Canale 5 all'interno del programma Premiata Teleditta.

## Adattamenti letterari
Nel luglio 1999 è stato pubblicato dalla casa editrice Scholastic un libro per bambini e ragazzi della scrittrice statunitense Tracey West basato su questo episodio come adattamento letterario.
Il 6 dicembre 1999 è stato pubblicato un altro libro a fumetti basato su questo episodio, intitolato Pokémon TV Animation Comic - I Choose You!, della casa editrice Viz Media.

## Sequenza di apertura

### Sigla giapponese
La sequenza di apertura originale giapponese, apparve in televisione per la prima volta il 1º aprile 1997. La sigla, intitolata Mezase Pokémon Master (めざせポケモンマスター), è interpretata dalla cantante Rica Matsumoto, doppiatrice di Ash. È stata utilizzata da questo 1º episodio, L'inizio di una grande avventura fino all'80º episodio, Amici per sempre. Il testo della sigla è scritto dal paroliere Akihito Toda mentre la musica è composta dal compositore Hirokazu Tanaka e arrangiata da Cher Watanabe.

### Sigla inglese
La sequenza di apertura inglese esordì l'8 settembre 1998. La sigla, intitolata Pokémon Theme, è interpretata dal cantante Jason Paige e composta dai musicisti John Siegler e John Loeffler. È stata utilizzata da questo 1º episodio, L'inizio di una grande avventura fino all'83º episodio, Arrivederci Brock!. Nell'edizione italiana, questa sigla compare come musica di sottofondo durante alcune scene di alcuni episodi delle prime due stagioni della serie. Inoltre, la sigla inglese è stata doppiata in italiano come musica iniziale di Pokémon il film - Mewtwo colpisce ancora.

### Sigla italiana
La sequenza di apertura italiana fece il suo debutto il 10 gennaio 2000, giorno della prima messa in onda di questo episodio. Questa sigla, chiamata Pokémon, è conosciuta anche con il titolo Gotta catch 'em all!. È stata utilizzata da questo 1º episodio, L'inizio di una grande avventura fino al 57º episodio, L'inganno. La sigla cantata da Giorgio Vanni, è stata scritta dalla paroliera Alessandra Valeri Manera, composta da Giorgio Vanni e Max Longhi, ed arrangiata da quest'ultimo. La sigla italiana riprende in parte alcune sequenze della sigla originale giapponese Mezase Pokémon Master mescolate a delle scene dei primi episodi della prima serie. La sigla italiana comincia come la sigla inglese, proprio con una scena nello spazio dove volano i due Pokémon leggendari Mewtwo e Mew.

## Doppiaggio

### Doppiaggio e adattamento inglese

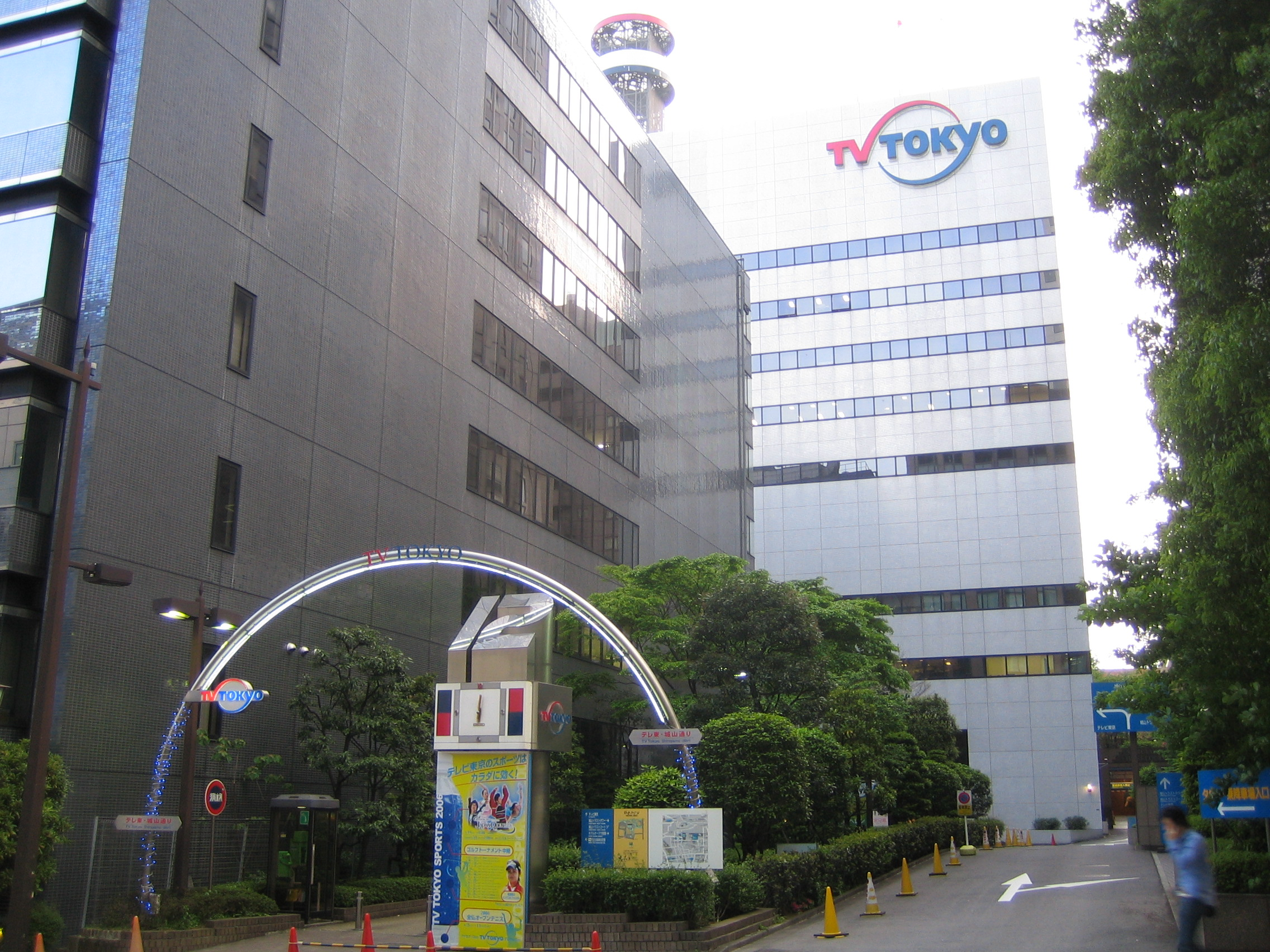
La sede di TV Tokyo, la rete televisiva giapponese che mandò per la prima volta in onda l'anime in Giappone il 1º aprile 1997

Poco prima che la 4Kids Entertainment iniziasse a produrre un adattamento inglese dell'anime negli Stati Uniti, l'episodio n° 38 Soldato Elettrico Porygon, causò controversie quando andò in onda in Giappone il 16 dicembre 1997 a seguito del Pokémon shock. Nell'episodio 38 ci fu una scena con una grande esplosione illuminata ad intermittenza da luci rosse e azzurre. A questo punto, gli spettatori iniziarono a lamentarsi di visione offuscata, mal di testa, vertigini, convulsioni, cecità e perdita di conoscenza. Un totale di 685 bambini nipponici (375 ragazze e 310 ragazzi) colpiti da epilessia furono portati con le ambulanze negli ospedali. Di conseguenza l'episodio 38 venne censurato in tutto il mondo, e Alfred R. Kahn, amministratore delegato di 4Kids Entertainment, annunciò il 1º gennaio 1998 che tutti gli episodi dell'anime sarebbero stati modificati per il mercato americano ed europeo. Nintendo chiese di apportare modifiche all'anime giapponese originale nell'adattamento inglese, censurando le scene di violenza, di discriminazione sessuale e di religione per tutti gli altri stati mondiali.
Nell'adattamento inglese i nomi dei personaggi umani e dei Pokémon furono occidentalizzati: Satoshi divenne Ash, e Shigeru divenne Gary; mentre ai Pokémon furono dati nomi descrittivi. I tre Pokémon iniziali, Hitokage, una salamandra con la fiamma sulla coda, divenne Charmander; Fushigidane, una lucertola con un bulbo sul dorso, divenne Bulbasaur; e Zenigame, una tartaruga che schizza acqua, divenne Squirtle.

### Doppiaggio italiano
In Italia il doppiaggio di questo primo episodio e dei successivi della serie, è stato a cura della Merak Film. con direttore del doppiaggio Federico Danti (oltre ad esserne anche la voce narrante) mentre i dialoghisti sono Antonella Marcora e Alfredo Danti.
Esclusivamente in questo primo episodio il personaggio di Gary Oak è stato doppiato dal doppiatore di Brock, Nicola Bartolini Carrassi.
Per i successivi episodi in cui comparirà nella serie, Gary verrà doppiato da Paolo Sesana.

## Distribuzione

### Distribuzione italiana
L'episodio è stato trasmesso per la prima volta in Italia su Italia 1 il pomeriggio di lunedì 10 gennaio 2000, alle ore 17:00, all'interno del programma contenitore Bim Bum Bam. Successivamente, nella primavera del 2000, iniziò una lunga collana di VHS a marchio Bim Bum Bam Video distribuite da Medusa Video (in seguito Medusa Home Entertainment), che pubblicò integralmente le prime stagioni dei Pokémon al ritmo di 3 (talvolta 4) episodi a nastro.

### Prima messa in onda
Di seguito le date della prima messa in onda dell'episodio.
| Nazione     | Prima messa in onda | Titolo                                              |
| ----------- | ------------------- | --------------------------------------------------- |
| Giappone    | 1º aprile 1997      | ポケモン！きみにきめた！ - Pokémon! Kimi ni Kimeta! |
| Stati Uniti | 8 settembre 1998    | Pokémon, I Choose You!                              |
| Canada      | 8 settembre 1998    | Pokémon, I Choose You!                              |
| Hong Kong   | 16 novembre 1998    | 神奇宝贝！就决定是你了！                            |
| Taiwan      | 28 novembre 1998    | 神奇宝贝！就决定是你了！                            |
| Macao       | novembre 1998       | 神奇宝贝！就决定是你了！                            |
| Cina        | dicembre 1998       | 神奇宝贝！就决定是你了！                            |
| Regno Unito | 29 marzo 1999       | Pokémon, I Choose You!                              |
| Brasile     | 10 maggio 1999      | Pokémon, Eu Escolho Você!                           |
| Messico     | 14 giugno 1999      | ¡Pokémon Yo Te Elijo!                               |
| Germania    | 1º settembre 1999   | Pika-Pikachu                                        |
| Francia     | 5 settembre 1999    | Le Départ                                           |
| Portogallo  | 2 ottobre 1999      | Pokémon, Escolho-te a Ti                            |
| Spagna      | 16 ottobre 1999     | ¡Pokémon, Te Elijo A Ti!                            |
| Paesi Bassi | 27 ottobre 1999     | Pokémon! Ik Kies Jou!                               |
| Finlandia   | 6 novembre 1999     | Pokémon! Minä valitsen sinut!                       |
| Italia      | 10 gennaio 2000     | L'inizio di una grande avventura                    |
| Danimarca   | 23 gennaio 2000     | Pokémon Jeg Vælger Dig                              |
| Svezia      | 4 marzo 2000        | Jag väljer dig                                      |
| Polonia     | 4 settembre 2000    | Pokémon, wybieram cię!                              |
| Rep. Ceca   | 9 settembre 2000    | Pokémone, volím si tebe!                            |
| Russia      | 18 dicembre 2000    | Покемон, я выбираю тебя!                            |